# Jonas Carls
Jonas Carls (Haan, 25 de marzo de 1997) es un futbolista alemán que juega en la demarcación de defensa para el 1. F. C. Bocholt de la Regionalliga West.

## Biografía
Tras formarse como futbolista en el Bayer 04 Leverkusen, y permanecer un año en el segundo equipo del 1. FC Nürnberg, en 2017 se marchó a la disciplina del FC Schalke 04. El 20 de abril de 2019, subió al primer equipo, haciendo su debut en un partido de la Bundesliga contra el 1899 Hoffenheim que finalizó por 2-5 a favor del Hoffenheim tras jugar la totalidad del encuentro. Ese sería el único encuentro que disputaría antes de marcharse cedido al F. C. Viktoria Colonia en enero de 2020. Para la temporada 2020-21 fue enviado a préstamo al Vitória S. C. portugués. Tras un año en Portugal regresó a su país para jugar en el S. C. Paderborn 07, donde estuvo dos campañas antes de recalar en el Waldhof Mannheim. Allí permaneció una temporada y en agosto de 2024 fichó por el SV Sandhausen. Tras esta experiencia, también de un año, se unió al 1. F. C. Bocholt.

## Clubes
| Club                            | País     | Año       | Partidos | Goles |
| ------------------------------- | -------- | --------- | -------- | ----- |
| 1. F. C. Núremberg II           | Alemania | 2016-2017 | 16       | 0     |
| F. C. Schalke 04 II             | Alemania | 2017-2019 | 65       | 1     |
| F. C. Schalke 04                | Alemania | 2019-2020 | 1        | 0     |
| F. C. Viktoria Colonia (cedido) | Alemania | 2020      | 17       | 2     |
| Vitória S. C. (cedido)          | Portugal | 2020-2021 | 1        | 0     |
| S. C. Paderborn 07              | Alemania | 2021-2023 | 26       | 1     |
| Waldhof Mannheim                | Alemania | 2023-2024 | 26       | 0     |
| SV Sandhausen                   | Alemania | 2024-2025 | 7        | 0     |
| 1. F. C. Bocholt                | Alemania | 2025-     |          |       |